# Psychotria chaunantha
Psychotria chaunantha är en måreväxtart som beskrevs av Karl Moritz Schumann och Carl Karl Adolf Georg Lauterbach. Psychotria chaunantha ingår i släktet Psychotria och familjen måreväxter. Inga underarter finns listade i Catalogue of Life.